# Onthophagus parryi
Onthophagus parryi är en skalbaggsart som beskrevs av Edgar von Harold 1869. Onthophagus parryi ingår i släktet Onthophagus och familjen bladhorningar. Inga underarter finns listade i Catalogue of Life.